# بروکویل (اوهایو)
بروکویل(به انگلیسی: Brookville) شهری در ایالت اوهایو کشور ایالات متحده آمریکا است که جمعیت آن در سرشماری سال ۲۰۱۰ میلادی، ۵٬۸۸۴ نفر بوده‌است.